# Cupa Federației 2020
Cupa Federației 2020 a fost prima ediție a acelei cupe la care au participat doar echipe din Divizia Națională a Moldovei.
Competiția a început pe 15 februarie 2020 și s-a încheiat pe 7 martie 2020. Sfântul Gheorghe a câștigat titlul competițional după ce a învins în finală Petrocub Hîncești cu scor de 2-0.

## Format
Turneul, rezervat echipelor Diviziei Naționale 2020-2021, se desfășoară în două faze: prima fază este formată din două grupe a câte cinci echipe. Următoarea fază, la finalul fazei grupelor, vede echipele plasate în aceeași poziție față în față într-un singur meci. Echipele care termină pe primul loc în grupele lor vor juca un meci pentru a decide câștigătorul competiției.

## Cluburi Participante 2020
| Club               | Oraș      | Stadion               | Capacitate |
| ------------------ | --------- | --------------------- | ---------- |
| Codru Lozova       | Lozova    | Stadionul Ghidighici  | 1.500      |
| Dacia Buiucani     | Chișinău  | CSCT Buiucani         | 300        |
| Dinamo Tiraspol    | Tiráspol  | Stadionul Dinamo-Auto | 3.525      |
| Florești           | Florești  | Stadionul Izvoare     | 1.000      |
| Milsami Orhei      | Orhei     | Complex sportiv Orhei | 2.539      |
| Petrocub Hîncești  | Hîncești  | Stadionul Municipal   | 1.500      |
| Sfîntul Gheorghe   | Suruceni  | Stadionul Suruceni    | 1.000      |
| Sheriff Tiraspol   | Tiráspol  | Stadionul Sheriff     | 13.460     |
| Speranța Nisporeni | Nisporeni | Complex sportiv Orhei | 2.539      |
| Zimbru Chișinău    | Chișinău  | Stadionul Zimbru      | 10.600     |

## Faza grupelor

### Grupa A

#### Rezultate
| Data               | Timp  | Meciul               | Meciul           | Meciul             |
| ------------------ | ----- | -------------------- | ---------------- | ------------------ |
| Februarie 15, 2020 | 14:00 | FC Petrocub Hîncești | 3-0              | Zimbru Chișinău    |
| Februarie 16, 2020 | 12:30 | Sheriff Tiraspol     | 2-2              | Florești           |
| Februarie 16, 2020 | 14:00 | Milsami Orhei        | 2-4              | Speranța Nisporeni |
| Februarie 19, 2020 | 11:00 | Zimbru Chișinău      | 5-0              | Milsami Orhei      |
| Februarie 19, 2020 | 12:30 | Florești             | 0-4              | Petrocub Hîncești  |
| Februarie 22, 2020 | 11:00 | Zimbru Chișinău      | 2-0              | Codru Lozova       |
| Februarie 22, 2020 | 14:00 | Petrocub Hîncești    | 3-0              | Sheriff Tiraspol   |
| Februarie 22, 2020 | 14:00 | Milsami Orhei        | 2-0              | Florești           |
| Februarie 26, 2020 | 11:00 | Sheriff Tiraspol     | 0-2              | Milsami Orhei      |
| Februarie 26, 2020 | 14:00 | Florești             | 1-1              | Zimbru Chișinău    |
| Februarie 29, 2020 | 11:00 | Zimbru Chișinău      | 0-3 (din oficiu) | Sheriff-2 Tiraspol |
| Februarie 29, 2020 | 14:00 | Milsami Orhei        | 0-6              | Petrocub Hîncești  |
| Februarie 29, 2020 | 14:00 | Florești             | 1-1              | Dacia Buiucani     |

#### Clasament
| Poziție | Club              | PJ | PC | PE | PP | GM | GÎ | DG  | Pct. |                                 |
| ------- | ----------------- | -- | -- | -- | -- | -- | -- | --- | ---- | ------------------------------- |
| 1       | Petrocub Hîncești | 5  | 5  | 0  | 0  | 20 | 2  | +18 | 15   | Calificarea pentru finală       |
| 2       | Milsami Orhei     | 5  | 2  | 0  | 3  | 6  | 15 | −9  | 6    | Disputa pentru locul al treilea |
| 3       | Sheriff Tiraspol  | 5  | 1  | 1  | 3  | 3  | 9  | −6  | 4    | Disputa pentru locul cinci      |
| 4       | Florești          | 5  | 0  | 3  | 2  | 4  | 10 | −6  | 3    | Disputa pentru Locul șapte      |
| 5       | Zimbru Chișinău   | 5  | 2  | 1  | 2  | 8  | 7  | +1  | 7    | Eliminat                        |

### Grupa B

#### Rezultate
| Data               | Timpul | Meciul               | Meciul | Meciul               |
| ------------------ | ------ | -------------------- | ------ | -------------------- |
| Februarie 15, 2020 | 11:00  | Sfântul Gheorghe     | 2-1    | Dacia Buiucani       |
| Februarie 15, 2020 | 12:30  | Dinamo-Auto Tiraspol | 3-0    | Codru Lozova         |
| Februarie 19, 2020 | 11:00  | Sfântul Gheorghe     | 2-1    | Sheriff Tiraspol     |
| Februarie 19, 2020 | 12:30  | Codru Lozova         | 1-2    | Speranța Nisporeni   |
| Februarie 19, 2020 | 14:00  | Dacia Buiucani       | 4-0    | Dinamo-Auto Tiraspol |
| Februarie 22, 2020 | 12:30  | Speranța Nisporeni   | 1-2    | Dacia Buiucani       |
| Februarie 22, 2020 | 14:00  | Dinamo-Auto Tiraspol | 2-1    | Sfântul Gheorghe     |
| Februarie 26, 2020 | 11:00  | Sfântul Gheorghe     | 2-1    | Speranța Nisporeni   |
| Februarie 26, 2020 | 14:00  | Dacia Buiucani       | 1-0    | Codru Lozova         |
| Februarie 26, 2020 | 14:00  | Dinamo-Auto Tiraspol | 2-4    | Petrocub Hîncești    |
| Februarie 29, 2020 | 14:00  | Speranța Nisporeni   | 0-2    | Dinamo-Auto Tiraspol |
| Februarie 29, 2020 | 14:00  | Codru Lozova         | 1-2    | Sfântul Gheorghe     |

#### Clasament
| Poziție | Club                 | PJ | PC | PE | PP | GM | GÎ | DG | Pct. |                                 |
| ------- | -------------------- | -- | -- | -- | -- | -- | -- | -- | ---- | ------------------------------- |
| 1       | Sfântul Gheorghe     | 5  | 4  | 0  | 1  | 9  | 6  | +3 | 12   | Calificarea pentru finală       |
| 2       | Dacia Buiucani       | 5  | 3  | 1  | 1  | 9  | 4  | +5 | 10   | Disputa pentru locul al treilea |
| 3       | Dinamo-Auto Tiraspol | 5  | 3  | 0  | 2  | 9  | 9  | 0  | 9    | Disputa pentru locul cinci      |
| 4       | Speranța Nisporeni   | 5  | 2  | 0  | 3  | 8  | 9  | −1 | 6    | Disputa pentru Locul șapte      |
| 5       | Codru Lozova         | 5  | 0  | 0  | 5  | 2  | 10 | −8 | 0    | Eliminat                        |

## Faza finală

### Disputa pentru locul șapte
| Data           | Timp  | Meci     | Meci                 | Meci               |
| -------------- | ----- | -------- | -------------------- | ------------------ |
| Martie 6, 2020 | 14:00 | Florești | 2-2 (4-5 penaltiuri) | Speranța Nisporeni |

### Disputa pentru locul cinci
| Data          | Timp  | Meci             | Meci | Meci                 |
| ------------- | ----- | ---------------- | ---- | -------------------- |
| March 6, 2020 | 14:00 | Sheriff Tiraspol | 2-1  | Dinamo-Auto Tiraspol |

### Disputa pentru locul trei
| Data           | Timp  | Meci           | Meci | Meci          |
| -------------- | ----- | -------------- | ---- | ------------- |
| Martie 6, 2020 | 14:00 | Dacia Buiucani | 4-2  | Milsami Orhei |

### Finala
| Data           | Timp  | Meci             | Meci | Meci              |
| -------------- | ----- | ---------------- | ---- | ----------------- |
| Martie 7, 2020 | 14:00 | Sfântul Gheorghe | 2-0  | Petrocub Hîncești |

### Câștigătoare
| Câștigătoare : Sfântul Gheorghe (Primul titlu) |

## Golgheteri
| 7 goluri - Vadim Gulceac | 4 goluri - Sergiu Plătică - Roman Volkov | 3 goluri - Alexandru Mateescu - Vasile Smîntînă | 2 goluri - Vladimir Ambros - Marius Iosipoi - Nichita Murovanii - Dan Pușcaș - Eugeniu Rebenja - Vasile Stefu - Ihor Krashnevskyi - Andriii Panych |